# Simonstorp
Simonstorp – miejscowość (tätort) w Szwecji, w regionie administracyjnym (län) Östergötland, w gminie Norrköping.
Według danych Szwedzkiego Urzędu Statystycznego liczba ludności wyniosła: 242 (31 grudnia 2015), 243 (31 grudnia 2018) i 255 (31 grudnia 2019).